# كأس ويلز 1946–47
كأس ويلز 1946–47 (بالإنجليزية: 1946–47 Welsh Cup)‏ هو موسم من كأس ويلز. فاز فيه نادي تشستر سيتي.